# Pont en mènsula

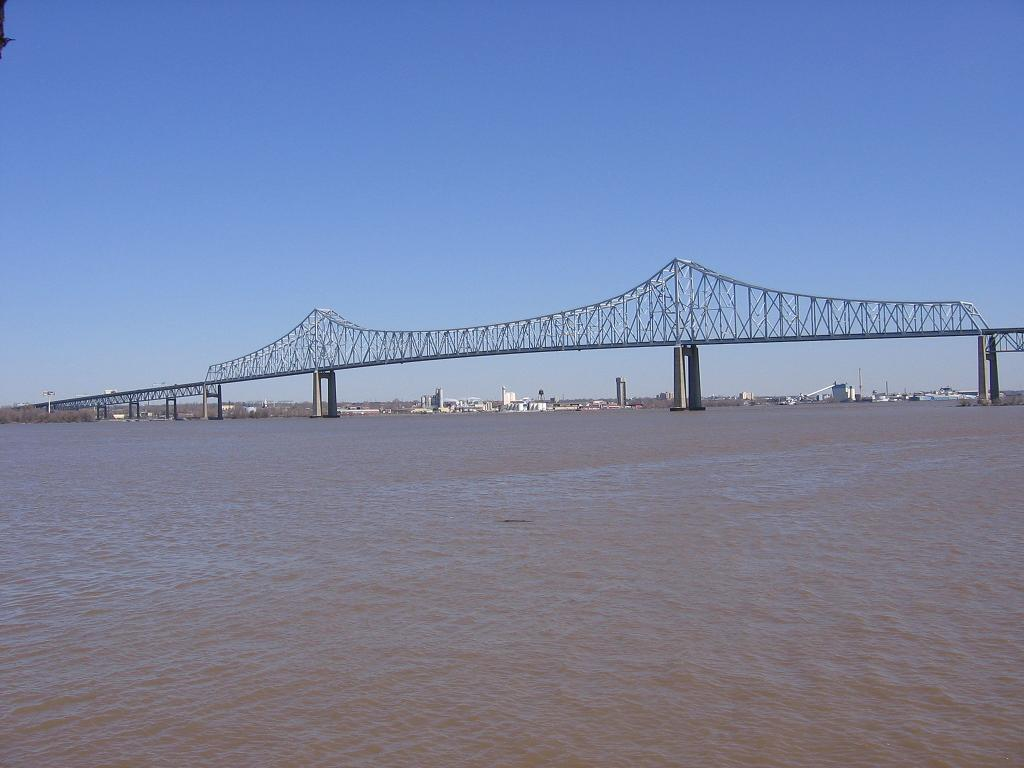
El pont Comodor Barry, típic pont a mènsula

Un pont en mènsula (en anglès cantilever bridge) és un pont en el qual una o més bigues principals treballen com mènsula o voladís. Normalment, les grans estructures es construeixen per la tècnica de volats successius, mitjançant mènsules consecutives que es projecten en l'espai a partir de la mènsula prèvia. Els petits ponts de vianants poden construir amb bigues simples, però els ponts de major importància es construeixen amb grans estructures reticulades d'acer o bigues tipus calaix de formigó posttensatge, o mitjançant ponts penjants.

## Llista per longitud
Ponts en mènsula més llargs del món (per va més llarg):
1. Pont del Quebec (Quebec Bridge) (Quebec, Canadà) 548.64 m (1,800 peus)
2. Pont de Forth (Forth Bridge) (Firth of Forth, Escòcia) 2 x 521.21 m (1,710 peus)
3. Pont Minato Ohashi (Osaka, Japó) 509.93 m (1,673 peus)
4. Pont Commodore Barry (Commodore Barry Bridge) (Chester (Pennsilvània), Pennsilvània, USA) 501.09 m (1,644 peus)
5. Crescent City Connection (vans bessons) (Nova Orleans, Louisiana, USA) 480.06 m (1,575 peus)
6. Pont Howrah (Calcuta, Índia) 457.20 m (1,500 peus)
7. Veterans Memorial Bridge (Gramercy, Louisiana, USA) 445.01 m (1,460 peus)
8. Pont de la Baía San Francisco-Oakland (San Francisco-Oakland Bay Bridge) (va aquest de la Baía) (San Francisco, Califòrnia, USA) 426.72 m (1,400 peus)
9. Pont Horace Wilkinson (Horace Wilkinson Bridge) (Baton Rouge, Louisiana, USA) 376.43 m (1,235 peus)
10. Pont Tappan Zee (Tappan Zee Bridge) (Nova York, USA) 369.42 m (1,212 peus)

## Notes

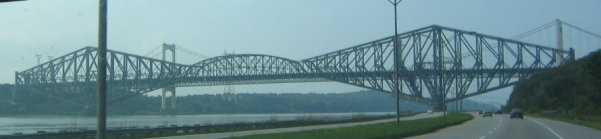
El Pont del Quebec té una obertura (biga) suspès de dues mènsules que s'estenen per sobre i per sota de la carretera.
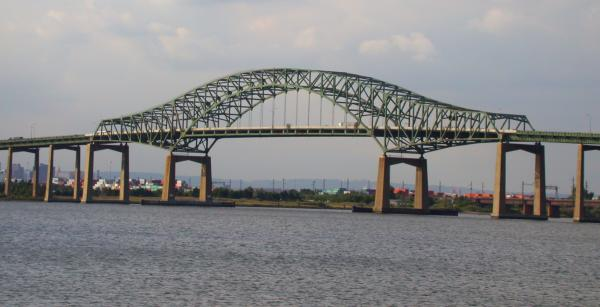
El Pont de Newark Bay té mènsules en forma d'arc.
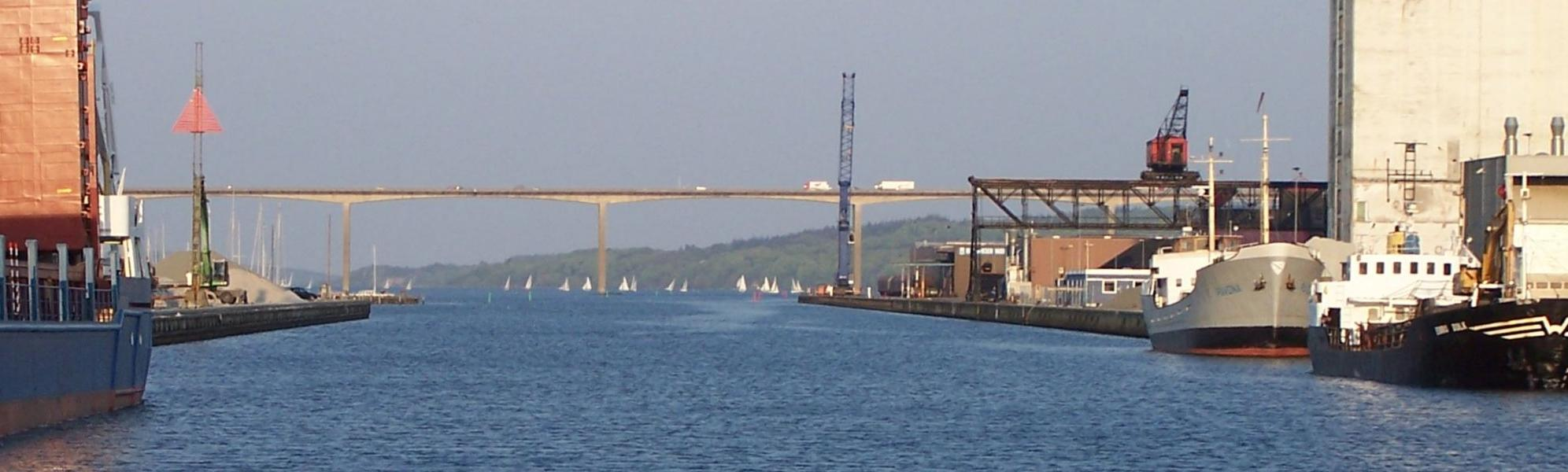
El Pont de Vejlefjord és un viaducte de formigó.